# Salton City

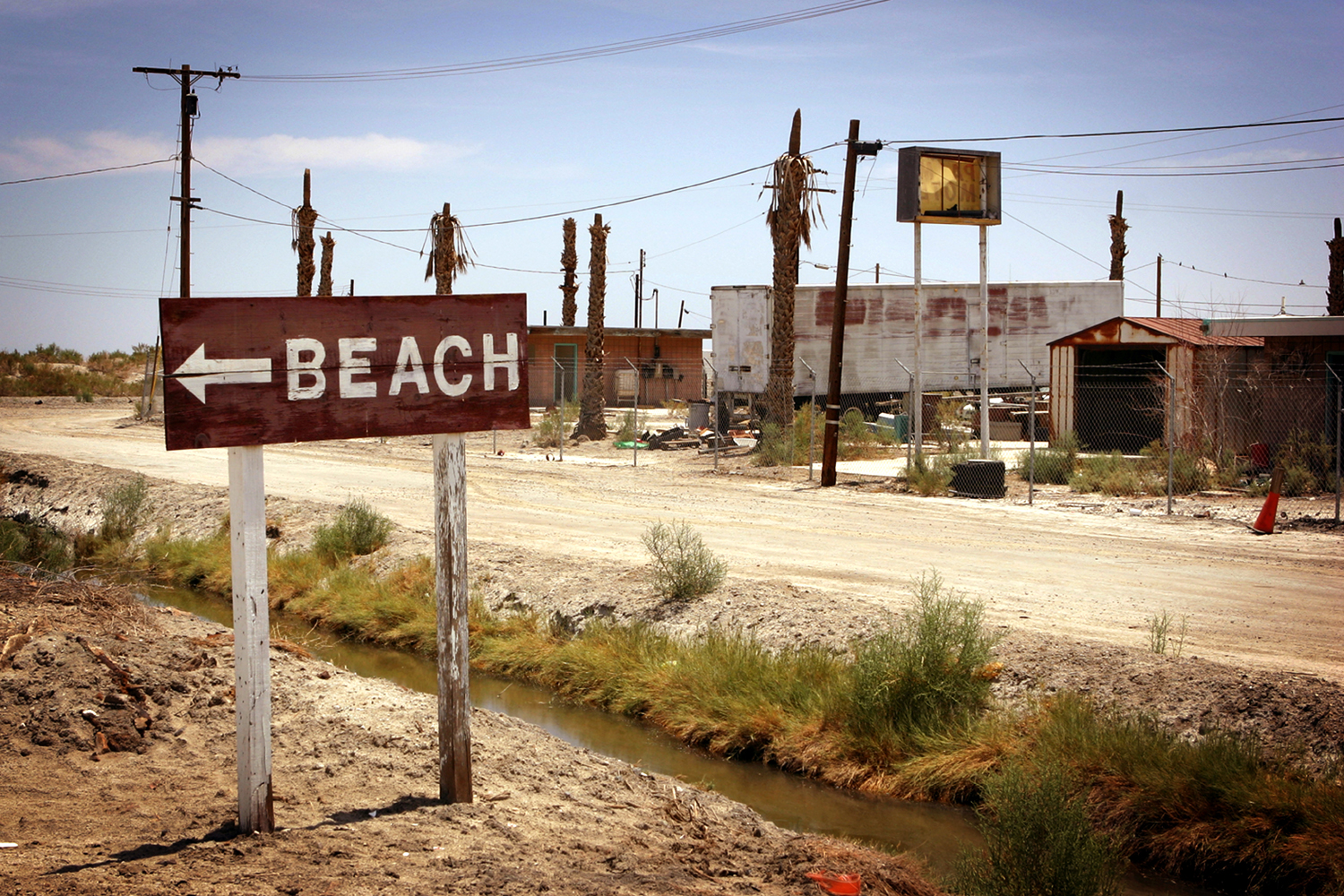
Cartel que señaliza la playa de Salton City

Salton City es un lugar designado por el censo ubicado en el condado de Imperial en el estado estadounidense de California. En el año 2000 tenía una población de 978 habitantes y una densidad poblacional de 17,5 personas por km². Se encuentra sobre la orilla oeste del lago Saltón.

## Geografía
Salton City se encuentra ubicado en las coordenadas 33°17′55″N 115°57′22″O / 33.29861, -115.95611. Según la Oficina del Censo, la ciudad tiene un área total de 56 km² (21,6 mi²), de la cual 56 km² (21,6 mi²) es tierra y 0 km² (0 mi²) (0.0%) es agua.

## Demografía
Según la Oficina del Censo en 2000 los ingresos medios por hogar en la localidad eran de $21,563, y los ingresos medios por familia eran $20.208. Los hombres tenían unos ingresos medios de $26.458 frente a los $14.886 para las mujeres. La renta per cápita para la localidad era de $14.106. Alrededor del 29.8% de la población estaban por debajo del umbral de pobreza.